# World Heavyweight Championship
World Heavyweight Championship je profesionální šampionát v těžké váze mužů vytvořený a propagovaný americkou organizací WWE a obhajovaný v rosteru Raw. Je to jeden ze dvou mužských světových titulů na hlavní soupisce WWE, spolu s Undisputed WWE Championship, který je obhajován na show SmackDown. Prvním držitelem titulu se stal Seth "Freakin" Rollins, který vyhrál inaugurační zápas proti AJ Stylesovi na placené akci Night of Champions 2023. Současným šampionem je Gunther, který titul drží podruhé.
Titul se liší od toho předchozího, o který se soutěžilo mezi lety 2002 až 2013, kdy byly sjednoceny do WWE Championship. 

## Držitelé
| Pořadí | Jméno                  | Datum výhry     | Akce               | Počet držení | Držel dní |
| ------ | ---------------------- | --------------- | ------------------ | ------------ | --------- |
| 1.     | Seth "Freakin" Rollins | 27. května 2023 | Night of Champions | 1            | 316       |
| 2.     | Drew McIntyre          | 7. dubna 2024   | WrestleMania XL    | 1            | < 1       |
| 3.     | Damian Priest          | 7. dubna 2024   | WrestleMania XL    | 1            | 118       |
| 4.     | Gunther                | 3. srpna 2024   | SummerSlam         | 1            | 258       |
| 5.     | Jey Uso                | 19. dubna 2025  | WrestleMania 41    | 1            | 51        |
| 6.     | Gunther                | 9. června 2025  | Raw                | 2            | 2+        |